# Masato Kudo
Masato Kudo (japonsko 工藤 壮人), japonski nogometaš, * 6. maj 1990, Tokio, Japonska, † 21. oktober 2022, Mijazaki, Japonska.
Za japonsko reprezentanco je odigral štiri uradne tekme.